# Granulopsammodius mesopotamicus
Granulopsammodius mesopotamicus är en skalbaggsart som beskrevs av Rudolph Petrovitz 1971. Granulopsammodius mesopotamicus ingår i släktet Granulopsammodius och familjen Aphodiidae. Inga underarter finns listade i Catalogue of Life.